# Lana Obad
Lana Obad (Zagabria, 20 maggio 1988) è una modella croata.

## Biografia
È stata incoronata Miss Universo Croazia 2010. Al momento della vittoria, la modella era una studentessa di economia presso l'università di Zagabria.
Lara Obad ha rappresentato la Croazia in occasione di Miss Universo 2010, che si è tenuto il 23 agosto 2010 a Las Vegas.